# ボルノ州

ボルノ州
Borno State州の愛称: 平和の家

ボルノ州 (ボルノしゅう、英語：Borno State) は、ナイジェリア北東部の州である。州都はマイドゥグリ（現地ではイェルワと呼ばれる）。

## 歴史
この地域はカヌリ族が支配し、伝統的な統治体制が持続していたアフリカの中でも数少ない地域で、以前のカネム・ボルヌ帝国の首長が1000年に渡って統治者であった。21世紀の今日でも首長は存続しており、地域政府の顧問である。
今の支配者層（政府）はイギリスの援助を得て19世紀初期に既存勢力を制圧、1905年に今の州都マイドゥグリに都を置いた。
1960年のナイジェリア独立後も、1967年に12州制になるまで自治を行っていた。1976年に北東部州の分割によって設立され、1991年に西部がヨベ州に分割された。
2000年代に入ると、イスラム系反政府組織ボコ・ハラムがボルノ州を拠点に勢力を拡大し、2013年以降はボコ・ハラムが政府に宣戦布告を宣言したことによって州内に非常事態宣言が布かれ、政府軍と反政府側で交戦が行われた。ボコ・ハラム側は、集落を襲って多数の住民を殺害する、学校から生徒を集団で誘拐するなど、治安が極端に悪化した。2017年現在においてもボコ・ハラムによって家を追われた人は数万人規模となっており、世界食糧計画や支援団体の手によって食糧支援などが続けられている。
ボルノ州では度重なるボコ・ハラムとイスラム国西アフリカ州（ISWAP）の襲撃で地方選挙が行われない状態が続いていたが、2020年11月28日に選挙を実施。しかし、この日に合わせてボコ・ハラムが農村を襲撃する事件（コショベの虐殺）が発生。出稼ぎ農民ら110人が死亡した。

## ポリオ根絶に向けた動き
ナイジェリアは長らくポリオの発生地であったが徐々に発生数が減少し、ポリオの根絶が宣言される一歩手前の状態にあったが、2016年にボルノ州にて2名の新規患者が発生し、根絶宣言は事実上先送りとなった。ポリオの発生は予防接種が停滞していたことが背景にあり、ボコ・ハラムとの紛争で地域が荒廃したことも原因とされている。

## その他の都市
- チボク
  - 人口は約6.6万人。2014年4月14日、ボコ・ハラムが276名の女子生徒を学校の宿舎から拉致した。詳細はナイジェリア生徒拉致事件を参照。